# Maconacon
Maconacon è una municipalità di quarta classe delle Filippine, situata nella Provincia di Isabela, nella Regione della Valle di Cagayan.
Maconacon è formata da 10 baranggay:
- Aplaya
- Canadam
- Diana
- Eleonor (Pob.)
- Fely (Pob.)
- Lita (Pob.)
- Malasin
- Minanga
- Reina Mercedes
- Santa Marina (Dianggo)